# Saně na Zimních olympijských hrách 2010
Závody na saních v rámci ZOH 2010 se uskutečnily na dráze Whistler Sliding Centre mezi 13. a 17. únorem 2010.

## Medailové pořadí zemí
| Pořadí | Země           | Zlato | Stříbro | Bronz | Celkově |
| ------ | -------------- | ----- | ------- | ----- | ------- |
| 1.     | Německo (GER)  | 2     | 1       | 2     | 5       |
| 2.     | Rakousko (AUT) | 1     | 1       | 0     | 2       |
| 3.     | Lotyšsko (LAT) | 0     | 1       | 0     | 1       |
| 4.     | Itálie (ITA)   | 0     | 0       | 1     | 1       |
|        | Celkem         | 3     | 3       | 3     | 9       |

## Medailisté

### Muži
| Disciplína  | Zlato                                             | Výkon    | Stříbro                                   | Výkon    | Bronz                                            | Výkon    |
| ----------- | ------------------------------------------------- | -------- | ----------------------------------------- | -------- | ------------------------------------------------ | -------- |
| jednotlivci | Felix Loch · Německo (GER)                        | 3:13,085 | David Möller · Německo (GER)              | 3:13,764 | Armin Zöggeler · Itálie (ITA)                    | 3:14,375 |
| dvojice     | Andreas Linger a Wolfgang Linger · Rakousko (AUT) | 1:22,705 | Andris Šics a Juris Šics · Lotyšsko (LAT) | 1:22,969 | Patric Leitner a Alexander Resch · Německo (GER) | 1:23,040 |

### Ženy
| Disciplína    | Zlato                             | Výkon    | Stříbro                             | Výkon    | Bronz                                   | Výkon    |
| ------------- | --------------------------------- | -------- | ----------------------------------- | -------- | --------------------------------------- | -------- |
| jednotlivkyně | Tatjana Hüfnerová · Německo (GER) | 2:46,524 | Nina Reithmayerová · Rakousko (AUT) | 2:47,014 | Natalie Geisenbergerová · Německo (GER) | 2:47,101 |